# Giurò... e li uccise ad uno ad uno... Piluk il timido
Giurò... e li uccise ad uno ad uno... Piluk il timido è un film del 1968 diretto da Guido Celano.

## Trama
Piluk è un uomo mite che si vede uccidere il figlio dai banditi. Lo sceriffo vorrebbe incastrarli, ma Piluk preferisce tacere.